# Jiao Yu

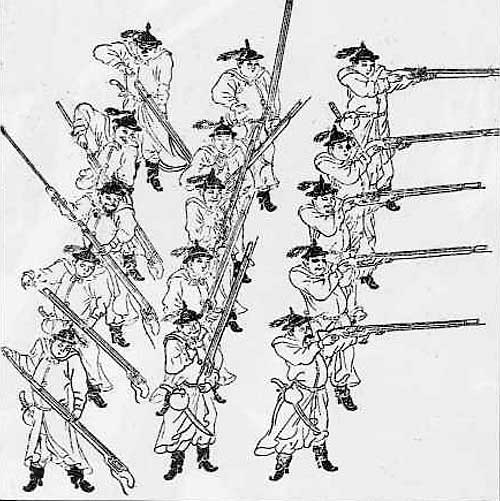
Mosqueteiros da dinastia Ming em formação.

Jiao Yu (chinês: 焦玉, pinyin: Jiāo Yù, Wade–Giles: Chiao Yü), foi um oficial militar Chinês, leal a Zhū Yuánzhāng, que fundou a 
Dinastia Ming (1368–1644 AD), passando a ser conhecido como o Imperador Hongwu. 
Jiao Yu, foi empossado por Zhu como oficial líder de artilharia do exército rebelde que depôs a Dinastia Yuan, de origem mongol, garantindo
o estabelecimento da Dinastia Ming.

## Ligações Externas
- Chinese Siege Warfare
- Chinese Fire Arrows
- The History of Early Fireworks and Fire Arrows
- Gunpowder and Firearms in China